# Gancho
Der Gancho (spanisch  für Haken) ist eine hakenförmige Bewegung in verschiedenen Tänzen.
Der Gancho im Tango Argentino ist eine Bewegung, bei der der Tanzfluss unterbrochen wird und einer der Tanzenden mit einem Bein um eine Oberschenkel oder den Rumpf des/der anderen hakt. Diese Bewegung wird häufig mit peitschenartiger Geschmeidigkeit und Geschwindigkeit ausgeführt und ähnelt mitunter regelrechten Tritten. Sie kann (bei ungeübten Tänzern) für andere Paare auf der Tanzfläche gefährlich werden, weshalb sie von besonnenen Tänzern nur in Maßen getanzt wird. Je fortgeschrittener ein Tänzer ist, desto weniger wird sein Tanzfluss durch die Gancho-Bewegung unterbrochen. Diese Bewegung kann dann eine kontrollierte Technik ohne jedes Gefahrenpotential sein.
Im brasilianischen Kampftanz Capoeira ist der Gancho ein Tritt. Getroffen wird dabei mit der Ferse. Das Markenzeichen bei diesem ist die extreme Schnappbewegung des Beins, mit dem getroffen wird. Zuerst wird das tretende Bein gehoben und das Standbein um 90° nach außen gedreht. Das tretende Bein muss nun nach außen bewegt werden, sodass die Ferse zum Gegner hinschaut. Nun zieht man das tretende Bein aus dem Kniegelenk Richtung Gegner und trifft dabei mit der Ferse. Da der Ansatz dem Martelo sehr ähnlich ist, ist dieser Tritt eine sehr gute Täuschung, zumal der Gegner eher einen Martelo erwartet als einen Gancho.